# 帕克基毛鼻鯰
帕克基毛鼻鯰，為輻鰭魚綱鯰形目毛鼻鯰科的其中一種。分布於南美洲巴西Paquequer河及Paraiba do Sul河流域，體長可達6.8公分。

## 扩展阅读
維基物種上的相關：帕克基毛鼻鯰